# Maresca
Maresca is een plaats (frazione) in de Italiaanse gemeente San Marcello Pistoiese (regio Toscane).